# Temple Choijin Lama
El temple Choijin Lama és un complex de temples budistes ubicat a la capital de Mongòlia, Ulan Bator. El complex consta de sis temples que originalment el va ocupar el germà del governant Bogd Khan, el choijin lama Luvsankhaidav Gonchigtseren, que era l'oracle de l'Estat i Khutugtu de la «Saviesa Preciosa i Devoció Clara» de l'època.
El complex es va començar a construir en 1904 i es va acabar en 1908, en honor de l'oracle estatal esmentat anteriorment per l'ordre de Bogd Khan. Originalment, un complex de temples budistes, format per un principal i cinc filials. Va estar actiu fins a 1937, quan es va tancar en plena repressió comunista contra el budisme i altres tradicions religioses. En 1938, el complex va ser restablert com a museu gràcies als hàbils esforços de persones sàvies, salvant-se durant el període de la República Popular de Mongòlia.
El temple principal compta amb una estàtua daurada del segle xviii de Buda Sakyamuni, amb una estàtua de choijin lama Luvsankhaidav a la dreta de Buda i el cadàver embalsamat de Baldan Choephel a la seva esquerra. A més, el temple disposa d'una copiosa col·lecció d'instruments religiosos, pintures thangka, brodats de seda, talles de fusta, estàtues i la col·lecció més gran de màscares de dansa cham).

## Museu
El museu conserva un ric patrimoni d'artefactes budistes. Quan es va construir el complex a Mongòlia, s'havien edificat gairebé més de 700 temples budistes, però entre ells, el temple Choijin Lama té característiques i història molt distintives. És un patrimoni sublim de la història mongola de l'artesania, les belles arts i l'escultura de finals del segle xix i principis del xx. Situat en el centre d'Ulan Bator, just al sud de la plaça Sukhbaatar, el museu està obert tot l'any (amb horari reduït durant els mesos d'hivern). Les explicacions sobre l'aclaparadora col·lecció no són del tot detallades que podrien ser, però cada temple compta amb assistents de sala que poden proporcionar material addicional. El mateix museu i els seus objectes també mostren el ressorgiment del budisme a Mongòlia després de la repressió comunista, amb una exposició especialment interessant sobre la dansa budista cham i el seu renaixement modern.

## Galeria

Temple Choijin Lama
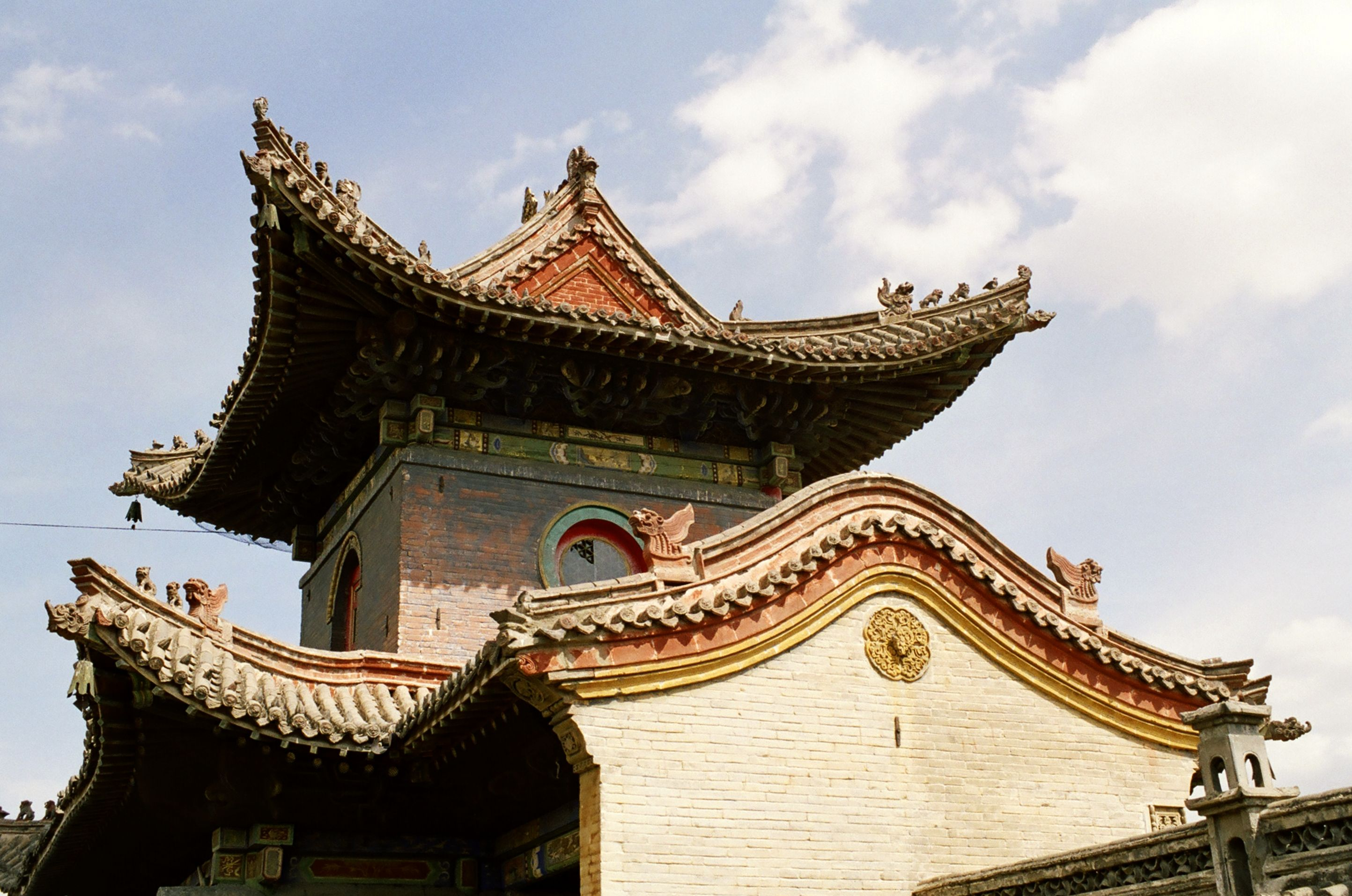
Temple Choijin Lama
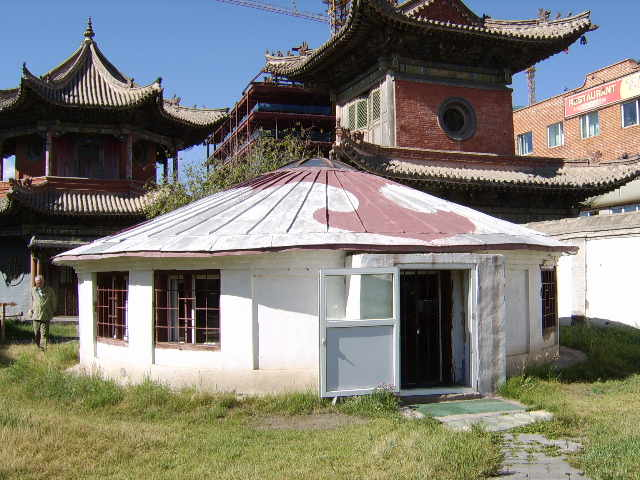
Una de les sales d'oració té forma de iurta
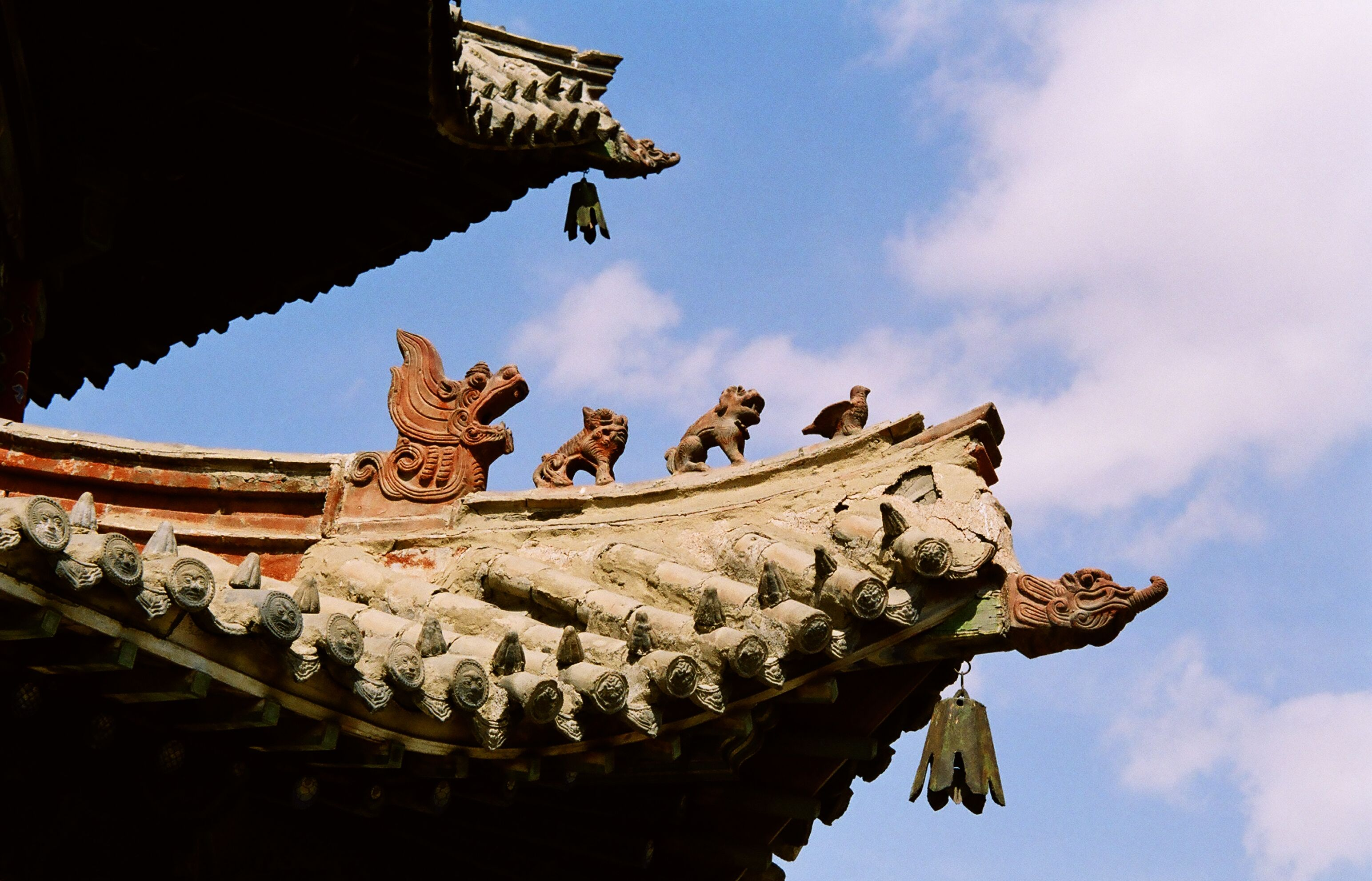
El sostre ricament decorat d'una de les sales
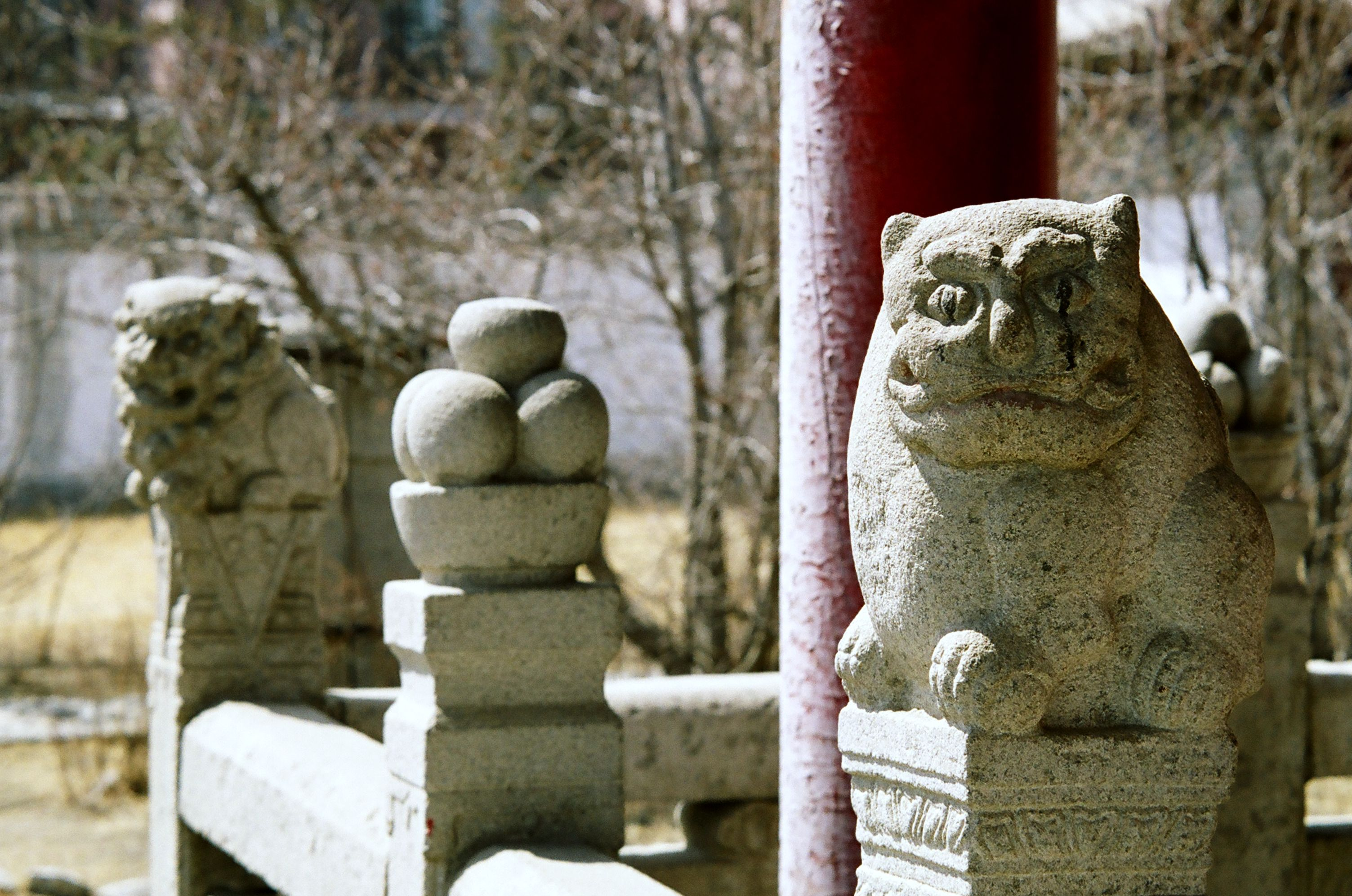
Lleons i bèsties de pedra protegeixen el temple